# Winter van 1946-1947

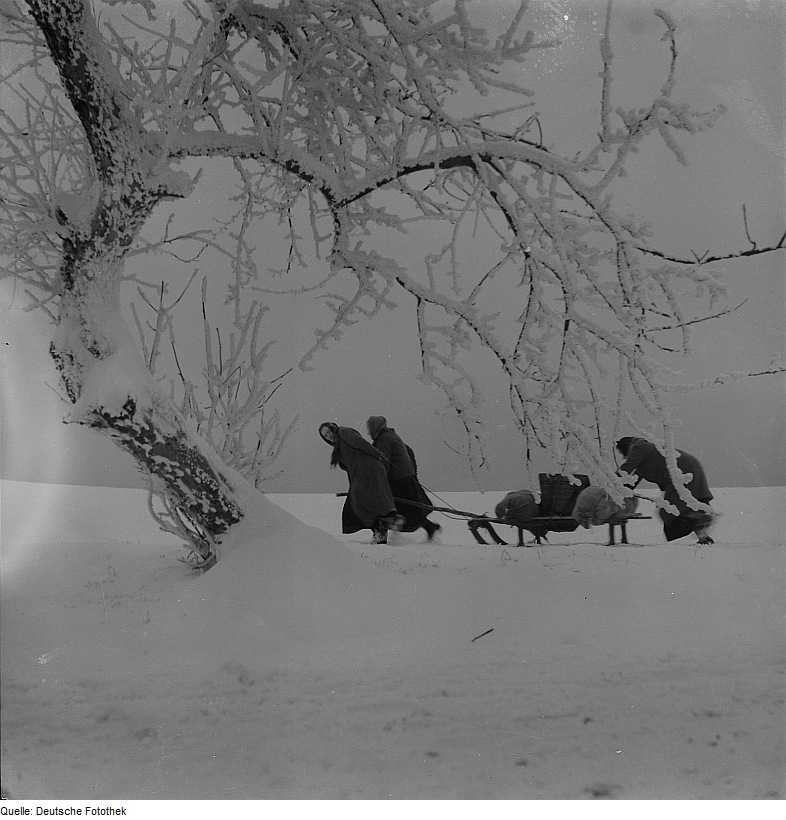
Vrouwen verslepen brandstof in het naoorlogse Duitsland

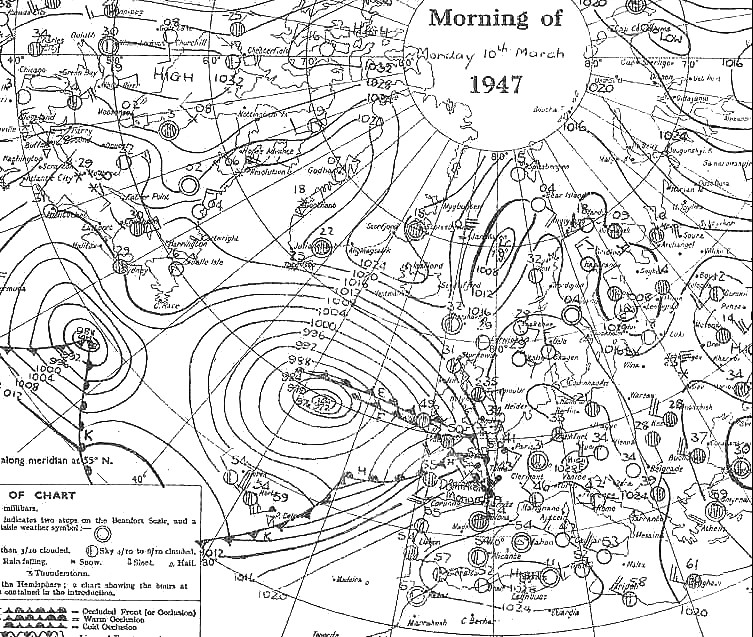
Weerkaart van 10 maart 1947. In Nederland is de wind zwak zuidelijk/zuidoostelijk. Vanwege de koude voorgeschiedenis en de zwakke aflandige wind blijft het aanhoudend winters.

De winter van 1946–1947 was de koudste winter in Nederland en België sinds de revolutiewinter van 1789. Deze winter behaalde in De Bilt 348,3 hellmannpunten, 11,1 punten meer dan de bekende winter van 1962-1963. De winter als geheel werd hier uiteindelijk de op een na koudste van de 20e eeuw.

## Verloop
De inval van de winter vond plaats in december 1946. De winter bestond eigenlijk uit een zeer lange vorstperiode van half december tot begin maart, onderbroken door twee perioden van dooi: de eerste tussen 25 december en 4 januari, de tweede tussen 8 en 21 januari. In de tweede dooiperiode werd het even behoorlijk warm; op 16 januari 1947 werd het in Maastricht zelfs 17,2 graden, wat het warmterecord is voor deze datum. Maar de vorst in de perioden daartussen was zeer streng. Het venijn van de winter zat vooral in de tweede helft. Vanaf eind januari tot half maart vroor het geregeld streng, maar er werden geen zeer lage temperaturen bereikt. De winter duurde vooral lang. Van 21 januari tot 15 maart vroor het 's nachts geregeld 8 tot 12 graden en overdag lag de temperatuur rond de -3. In maart lag de temperatuur overdag net boven het vriespunt en vroor het 's nachts ongeveer 8 graden. In Eelde werden tussen 22 januari en 24 februari 34 ijsdagen in een onafgebroken reeks geregistreerd. In de Bilt waren dat er 21 tussen 4 en 24 februari. In totaal telde De Bilt die winter 46 ijsdagen in drie maanden. Na enkele keren te zijn verzet werd op 8 februari de negende Elfstedentocht verreden. Tot viermaal toe werd door het bestuur een datum vastgesteld, maar door plots invallende dooi werd de tocht keer op keer uitgesteld. Pas bij de vijfde datumprik kon de tocht daadwerkelijk doorgang vinden.
Eind februari en begin maart viel er veel sneeuw, die door de harde wind tot sneeuwduinen werd opgehoopt. Het wegverkeer werd hierdoor ontwricht en vooral in het noorden en oosten van Nederland raakten enkele dorpen dagenlang geïsoleerd. Tussen Alkmaar en Hoorn sneeuwde zelfs een hele trein in.
Ook de rivieren en het IJsselmeer waren al vanaf eind januari dichtgevroren en de binnenscheepvaart kwam wekenlang stil te liggen. Langs de kust lagen eindeloze ijsvlakten en op 23 februari werden er op de Waddenzee ijsbergen gezien van circa zes meter hoog. In heel Europa was het ongewoon koud. In Berlijn vroor het 32 graden. Engeland meldde de koudste winter sinds 1894. Door het extreme winterweer, dat in Duitsland samenviel met grote voedseltekorten, werd er met name in de zwaar gebombardeerde Duitse steden honger en ontberingen geleden. Deze humanitaire ramp, die in Duitsland als de Hungerwinter 1946/47 herinnerd wordt, heeft naar schatting meerdere honderdduizenden mensen het leven gekost. Door al het ongerief werd reikhalzend uitgezien naar het eind van de winter. Tot halverwege maart wist de winter van geen wijken door het continu duiken van verschillende lagedrukgebieden die de wind steeds in de (zuid)oost hoek hield. Met name in het midden en noorden bleef het aanhoudend winters, in het zuiden was het duidelijk milder. Toen eindelijk, na een zeer lange ononderbroken vorstperiode halverwege maart de dooi inviel gaf dat weer nieuwe ellende: door alle sneeuw die steeds maar was blijven liggen kwam zoveel smeltwater vrij dat de Achterhoek en de Betuwe last kregen van overstromingen.

## Gevolgen
Een gevolg van het extreme winterweer was dat in heel Europa de kolenvoorziening vastliep. Op een zeker moment zaten alleen in Nederland al 500 vrachtschepen met kolen vast. In Duitsland moest driekwart van de industrie tijdelijk dicht. De Limburgse mijnwerkers werden opgeroepen om op zondag 2 februari vrijwillig een extra dag te werken, de bisschop van Roermond gaf dispensatie voor deze zondagsarbeid. Bovendien werden militairen ingezet in de mijnen.

## Trivia
- Na deze extreem koude winter werd de zomer van 1947 zeer warm met 18,7 graden gemiddeld.[5]